# ワルター・シュナイダーハン
- ヴァルター・シュナイダーハン

ワルター・シュナイダーハン（Walter Schneiderhan, 1901年4月9日 - 1978年12月21日）は、オーストリアのヴァイオリニスト。弟ウォルフガングもヴァイオリニストである。

## 経歴
ウィーン生まれ。1905年からアルノルト・ロゼにヴァイオリンを習い、1914年から1918年までウィーン音楽院でオタカール・シェフチークの薫陶を受けた。1919年から演奏活動を始め、1929年にはケルン放送のオーケストラのコンサートマスターになった。1936年にはシュトゥットガルト歌劇場のオーケストラのコンサートマスターに転出するとともにグラーツ歌劇場のオーケストラでもコンサートマスターとして演奏し、ウィーン音楽院のヴァイオリン科の教授にもなった。1948年から1966年までウィーン交響楽団のコンサートマスターを務め、コンサートマスターの座を勇退する際には、ブルックナー・リングを授与されている。
ウィーンにて没。